# نبرد شیئوجیریتوگه

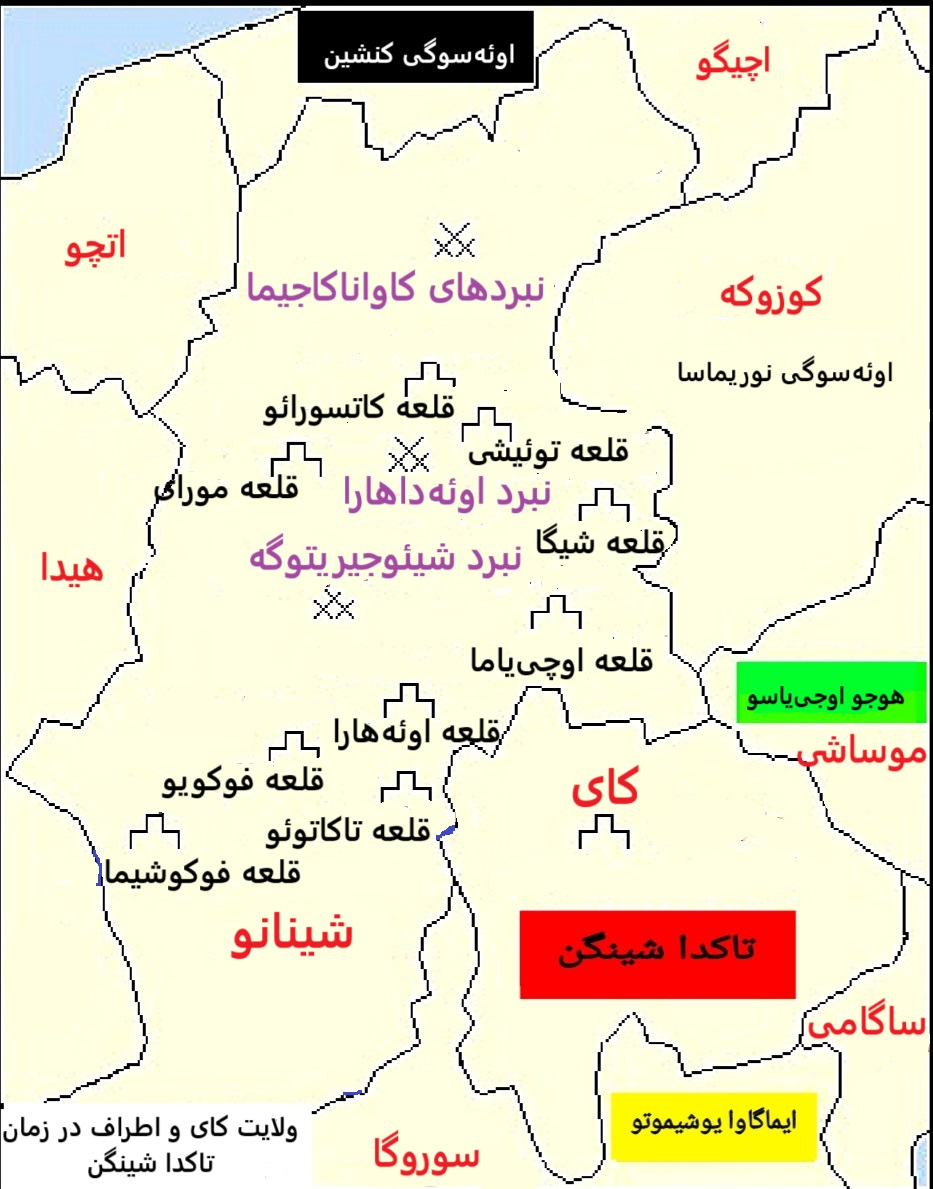
ولایت کای در زمان تاکدا شینگن

نبرد شیئوجیریتوگه (انگلیسی: Battle of Shiojiritoge) یکی از نبردهای متعددی بود که تاکدا شینگن در تلاش برای فتح ولایت شینانو در ژاپن انجام داد.